# Cua de ventall de Manus
El cua de ventall de Manus (Rhipidura semirubra) és un ocell de la família dels dicrúrids (Dicruridae).

## Hàbitat i distribució
Habita boscos i zones més clares de les illes de l'Almirallat, a la zona septentrional de l'Arxipèlag Bismarck. Extinta a l'illa de Manus.